# Malasari (Cimaung)
Malasari is een bestuurslaag in het regentschap Bandung van de provincie West-Java, Indonesië. Malasari telt 5377 inwoners (volkstelling 2010).